# Erster Frieden von Thorn

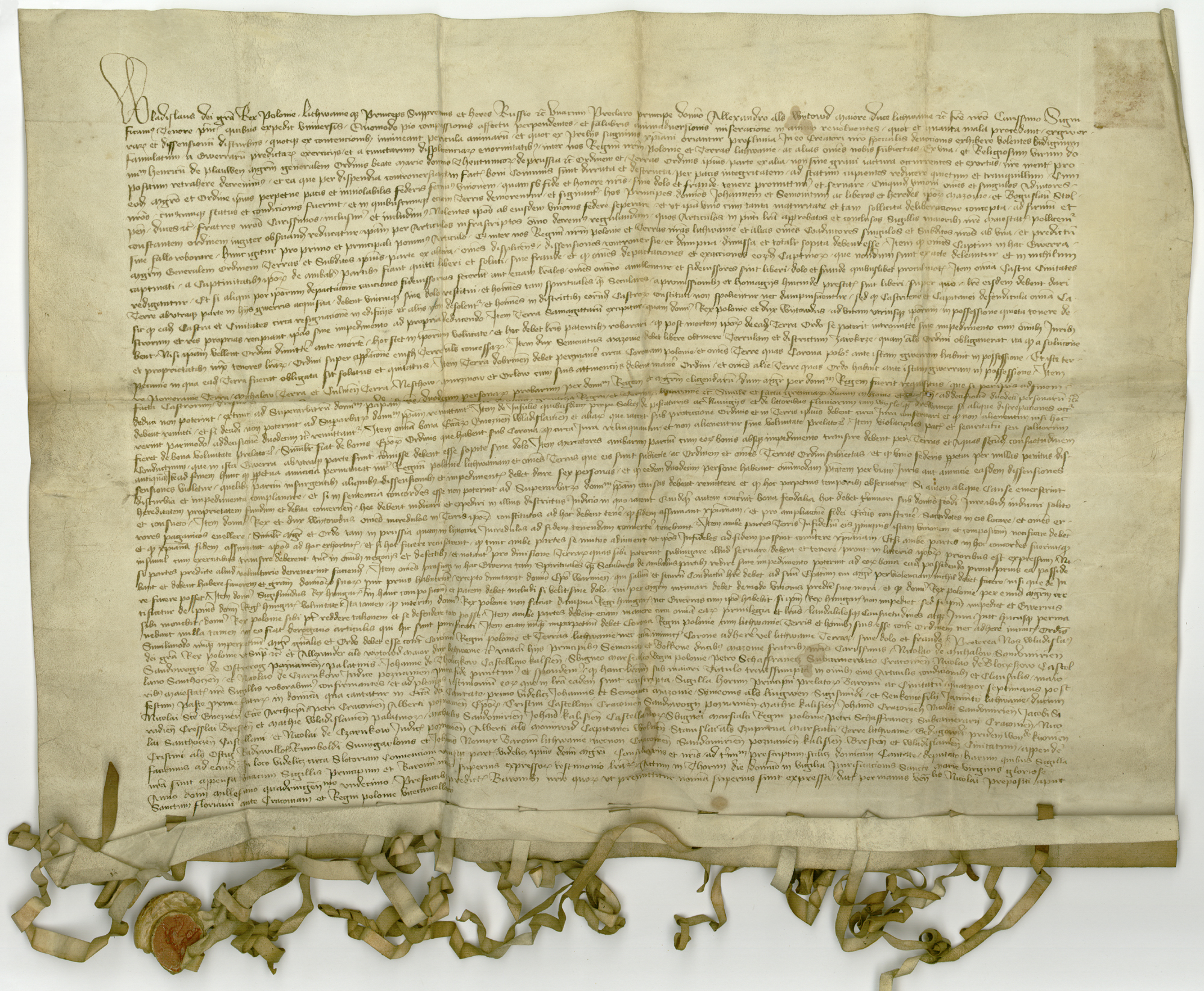
Friedensurkunde Władysławs II. und Vytautas’ (Ein Großteil der Siegel fehlt)

Friedensurkunde Heinrichs von Plauen

Der Erste Frieden von Thorn am 1. Februar 1411 war ein in Thorn auf einer Weichselinsel, mittig der Grenze zwischen dem Ordensstaat und Polen, ausgehandelter Friedensvertrag zwischen dem Deutschen Orden einerseits sowie dem polnischen König Władysław II. Jagiełło und dem mit ihm verbündeten Großfürsten Vytautas von Litauen andererseits. Er beendete die militärische Auseinandersetzung, welche 1410 in der Schlacht bei Tannenberg kulminiert war. 

## Vertragsbedingungen
Trotz der katastrophalen Niederlage des Deutschen Ordens konnte der Hochmeister Heinrich von Plauen nach der erfolglosen Belagerung der Marienburg durch die Verbündeten in diesem Kontrakt für den militärisch geschwächten Orden erträgliche Friedensbestimmungen aushandeln: Der territoriale Bestand des Ordens blieb im Wesentlichen erhalten, doch musste das im Vertrag von Sallinwerder dem Orden übereignete Schemaiten wieder an das Großfürstentum Litauen abgetreten werden, und kleinere Grenzregulierungen im Süden, in erster Linie die Rückgabe des Dobriner Landes an das Königreich, zum Teil unter Schiedsvorbehalt, gingen zu Lasten des Ordens. Die Übereignung Schemaitens sollte allerdings nur auf Lebenszeit des Großfürsten Vytautas und Königs Jagiello Bestand haben.
Ausdrücklich einbezogen wurden die Herzöge Janusz und Semowit von Masowien sowie der Herzog Bogislaw VIII. von Pommern-Stolp, dem der König pikanterweise vor seiner Niederlage bei der Belagerung der Marienburg bereits einige Komtureien des Deutschordensstaates übereignet hatte. Als Zeugen werden des Weiteren der Erzbischof von Riga, Johannes von Wallenrode, und Bischof Johann I. von Würzburg genannt.
Für die Auslösung der Gefangenen und Räumung der Ordensburgen durch polnisch-litauische Besatzungen sowie Abzug von Söldnern des polnischen Königs musste sich der Hochmeister zur Zahlung von 100.000 Schock böhmischer Groschen verpflichten, zahlbar in vier Raten zu 25.000 Groschen zu vorbestimmten Terminen. Das bedeutete, dass der Deutsche Orden 22.200 Kilogramm Silber aufbringen musste. Dieser Betrag erschöpfte die Finanzkraft des Ordens nahezu und stellte einen Grund für den nach 1411 einsetzenden Niedergang der Ordensherrschaft dar.

## Folgen
Vor allem die aus dem Vertrag resultierende immense finanzielle Belastung erwies sich für den Orden als verhängnisvoll. Infolge der Kriegsrüstungen der Vorjahre und unmittelbarer Verluste durch Kriegshandlungen war die ursprünglich hervorragende finanzielle Ausstattung des Ordens erheblich geschädigt worden. Hinzu kamen Verluste, welche aus zurückgehendem Handel und Verwüstung des preußischen Landes resultierten. Der Kriegsschauplatz erstreckte sich fast ausschließlich auf Gemarkungen, welche zum Deutschordensstaat gehörten. Weiterhin war die personelle Lage durch die Verluste in der Schlacht bei Tannenberg prekär und zahlreiche Söldner des Ordens verlangten ihre Entlohnung.
Hochmeister Heinrich von Plauen sah sich daher gezwungen, eine Sondersteuer, den sogenannten Schoss zu erheben, was im Lande erhebliche Unzufriedenheit hervorrief. Die schon geraume Zeit latent vorhandenen Gegensätze zwischen autoritärer Ordensherrschaft und den preußischen Landständen brachen nun offen aus. Neben der erhöhten Besteuerung war hier auch die Schwächung des Ordens als Ganzes durch die Niederlage ausschlaggebend. Die Landstände, Städte und Landadel, forderten im Gegenzug eine weitgehende Autonomie sowie ein Mitspracherecht bei fiskalischen und politischen Entscheidungen. Der Hochmeister sah sich gezwungen, perspektivisch die Einrichtung eines sogenannten Landesrates zu verkünden, was wiederum erheblichen Unwillen unter den eigenen Ordensrittern zur Folge hatte. 
Es gelang, die erste Rate in Höhe von 25.000 Schock böhmischer Groschen fristgerecht aufzubringen. Schon bei Fälligkeit der nächsten Charge traten erhebliche Schwierigkeiten auf. 
Ein Aufschub für die dritte Rate durch Wladyslaw II. Jagiello konnte vom Hochmeister nur unter erheblichem diplomatischem Aufwand unter Fürsprache des ungarischen Königs Sigismund und des französischen Königs Karl VI. erreicht werden.
Nachdem Heinrich von Plauen in immer höhere Bedrängnis, unter anderem hervorgerufen durch eine immer drohendere Haltung des Königs von Polen, geriet, wurde er am 13. Oktober 1413 auf einem Generalkapitel seines Amtes enthoben. Seinem Nachfolger Michael Küchmeister gelang es nicht, die inneren Widersprüche zu bereinigen und auf diplomatischem Wege die Ansprüche des Königs von Polen zu befriedigen. Infolgedessen fand 1414 der Hungerkrieg mit weiteren polnischen Kriegszügen im Ordensland statt, und der Orden wurde danach durch kostspielige Waffenstillstände weiter geschwächt, bis 1422 der Friede vom Melnosee geschlossen wurde.

### Zeitgenössische Chroniken
- Johannes Longinus (Jan Długosz): Banderia Prutenorum.
- Jan Długosz: Annales seu Cronicae incliti Regni Poloniae (Chronik Polens, um 1445–1480).
- Johann von Posilge: Chronik des Landes Preussen fertiggestellt um 1418.